# Hermannia glandulossisima
Hermannia glandulossisima är en malvaväxtart som beskrevs av Adolf Engler. Hermannia glandulossisima ingår i släktet Hermannia och familjen malvaväxter. Inga underarter finns listade i Catalogue of Life.